# Al'ona Bondarenko
Al'ona Volodymyrivna Bondarenko (in ucraino Альона Володимирівна Бондаренко?; Krivoj Rog, 13 agosto 1984) è un'ex tennista ucraina.
Ha raggiunto il 19º posto nella graduatoria mondiale del singolare femminile nel 2008, e l'11ª nel doppio a settembre 2008. Ha vinto l'Australian Open 2008 nel doppio femminile in coppia con sua sorella Kateryna, battendo in finale Viktoryja Azaranka e Shahar Peer.

## Carriera
Esordisce da professionista nel 1999 a meno di 15 anni nel torneo di Kędzierzyn-Koźle, battuta al primo turno dalla polacca Anna Bielen-Zarska; in quell'anno raggiunge due volte il secondo turno, al torneo di Tallinn (dove ottiene i primi punti WTA) ed a Charkiv, nel torneo di casa, chiudendo l'anno al 652º posto nella classifica mondiale. L'anno seguente, Al'ona Bondarenko raggiunge per la prima volta una finale del circuito ITF: accade a Calamata, dove viene sconfitta dalla russa Ekaterina Kožokina, dopo aver superato al primo turno la testa di serie numero 1, Andrea Šebová.
Durante la stagione non riesce però a replicare l'exploit, arrivando in semifinale solo a Kedzierzyn-Kozle. Nel 2001 è in semifinale a Caserta, di nuovo a Kedzierzyn-Kozle e a Tbilisi. All'inizio della stagione 2002 raggiunge le semifinali a Buchen, ma perde in tre set dalla tedesca Syna Schreiber. Dopo risultati altalenanti, nel mese di giugno vince il suo primo torneo ITF a Fontanafredda: dopo aver superato tre teste di serie sconfigge in finale anche Mara Santangelo, per 6-3 6-0.
A Batumi supera per la prima volta una top 100, Tat'jana Puček, al tempo numero 79, ma in finale perde contro la bielorussa Nadežda Ostrovskaja. Termina la stagione con il torneo di Poitiers, dove batte nei quarti Stéphanie Foretz Gacon (numero 81 al mondo) ma viene sconfitta in semifinale dall'olandese Seda Noorlander. Il 2003 di A.Bondarenko inizia con infruttuosi tentativi di partecipare a tornei WTA partendo dalle qualificazioni; gioca la sua prima partita nel circuito a Bogotà, dove entra direttamente in tabellone e viene sconfitta nettamente al primo turno da Flavia Pennetta.
Raggiunge la semifinale al challenger di Taranto prima di essere eliminata al primo turno delle qualificazioni al Roland Garros dall'argentina María Emilia Salerni. Non ha miglior fortuna a Wimbledon: fuori al primo turno delle qualificazioni con Kristina Brandi, mentre allo US Open esce al secondo turno eliminatorio contro la russa Alina Židkova.
Subito dopo la delusione americana vince però il suo secondo titolo ITF, battendo in finale a Žukovskij l'ucraina Ol'ga Savčuk. A Bogotà nel 2004 vince per la prima volta un incontro WTA, contro Nuria Llagostera Vives, prima di uscire al secondo turno. Ad aprile conquista il challenger di Bari, battendo in finale in tre set sua sorella Kataryna. Viene sconfitta all'ultimo atto invece ad Orbetello, dalla colombiana Catalina Castaño. Stesso risultato nella finale di Deauville contro la ceca Květa Peschke.
Il 2005 di A. Bondarenko inizia con la prima partecipazione al tabellone principale di un torneo del Grande Slam. All'Australian Open però viene sconfitta nettamente al primo turno da Elena Dement'eva. Raggiunge poi i quarti di finale a Pattaya e la finale a Hyderabad, persa contro la beniamina locale Sania Mirza. Quest'ultimo risultato le consente comunque di entrare fra le prime 100 giocatrici al mondo. All'inizio di marzo riesce a qualificarsi per il torneo di Indian Wells, arrivando fino al secondo turno, dove viene sconfitta dall'americana Lisa Raymond.
A Wimbledon raggiunge il terzo turno, tuttora suo miglior risultato in carriera, grazie alla vittoria contro la quotata francese Tatiana Golovin, prima di essere eliminata dalla sua connazionale Nathalie Dechy. Termina la stagione al numero 73 del ranking mondiale. Nel marzo 2006 torna al successo nel circuito ITF: in finale ad Orange, California la svizzera Yvonne Mausburger capitola 6-3 7-5. A Rabat giunge in semifinale, sconfitta da Martina Suchá, poi la finale in Lussemburgo vinta con Francesca Schiavone le permette di entrare per la prima volta fra le top 50 al mondo.
All'Australian Open 2007 esce al terzo turno per mano della campionessa belga Kim Clijsters, mentre la sua connazionale Justine Henin la sconfigge nella finale del torneo WTA di Varsavia per 6-1 6-3. In questa competizione supera in semifinale Svetlana Kuznecova, prima affermazione contro una delle migliori dieci giocatrici al mondo. Segue la semifinale ad Istanbul, il 3º turno a Wimbledon ed allo US Open, la vittoria nel challenger di Charkiv. A febbraio 2008 fa il suo debutto con la nazionale ucraina in Fed Cup battendo Kirsten Flipkens 6-1 6-2.
Raggiunge quello che per ora è l'apice della sua carriera ad aprile, quando con i quarti ad Amelia Island tocca la sua migliore posizione di sempre, la numero 19, cui seguono però prestazioni altalenanti. Semifinalista a 's-Hertogenbosch, fuori al secondo turno ai Giochi di Pechino (7-5 6-1 da Jelena Janković), 3º turno agli US Open sono i suoi risultati migliori. Inizia il 2009 con il 3º turno agli Australian Open (fuori con Kuznecova), cui segue una crisi di risultati fino ad arrivare alla finale di Varsavia, persa contro l'outsider Alexandra Dulgheru. Da allora ha raggiunto la semifinale anche a Budapest ed al torneo di Mosca.

## Statistiche

### Singolare

#### Vittorie (2)
| Legenda: Prima del 2009 | Legenda: Dal 2009     |
| ----------------------- | --------------------- |
| Grande Slam (0)         |                       |
| Ori Olimpici (0)        |                       |
| WTA Finals (0)          |                       |
| Tier I (0)              | Premier Mandatory (0) |
| Tier II (1)             | Premier 5 (0)         |
| Tier III (0)            | Premier (0)           |
| Tier IV (0)             | International (1)     |

| N. | Data              | Torneo                                | Superficie  | Avversario in finale | Punteggio in finale |
| 1. | 25 settembre 2006 | BGL Luxembourg Open, Lussemburgo      | Cemento (i) | Francesca Schiavone  | 6–3, 6–2            |
| 2. | 16 gennaio 2010   | Moorilla Hobart International, Hobart | Cemento     | Shahar Peer          | 6–2, 6–4            |

#### Sconfitte (3)
| Legenda: Prima del 2009 | Legenda: Dal 2009     |
| ----------------------- | --------------------- |
| Grande Slam (0)         |                       |
| Argenti Olimpici (0)    |                       |
| WTA Finals (0)          |                       |
| Tier I (0)              | Premier Mandatory (0) |
| Tier II (1)             | Premier 5 (0)         |
| Tier III (0)            | Premier (1)           |
| Tier IV (1)             | International (0)     |

| N. | Data             | Torneo                    | Superficie  | Avversario in finale | Punteggio in finale |
| 1. | 12 febbraio 2005 | Bangalore Open, Hyderabad | Cemento     | Sania Mirza          | 4–6, 7–5, 3–6       |
| 2. | 6 maggio 2007    | Warsaw Open, Varsavia     | Terra rossa | Justine Henin        | 1–6, 3–6            |
| 3. | 23 maggio 2009   | Warsaw Open, Varsavia (2) | Terra rossa | Alexandra Dulgheru   | 6(3)–7, 6–3, 0–6    |

### Doppio

#### Vittorie (4)
| Legenda: Prima del 2009 | Legenda: Dal 2009     |
| ----------------------- | --------------------- |
| Grande Slam (1)         |                       |
| Ori Olimpici (0)        |                       |
| WTA Finals (0)          |                       |
| Tier I (0)              | Premier Mandatory (0) |
| Tier II (1)             | Premier 5 (0)         |
| Tier III (1)            | Premier (0)           |
| Tier IV (0)             | International (1)     |

| N. | Data             | Torneo                     | Superficie  | Partner             | Avversario in finale                      | Punteggio in finale |
| 1. | 27 maggio 2006   | Istanbul Cup, Istanbul     | Terra rossa | Nastas'sja Jakimava | Sania Mirza Alicia Molik                  | 6–2, 6–4            |
| 2. | 26 gennaio 2008  | Australian Open, Melbourne | Cemento     | Kateryna Bondarenko | Viktoryja Azaranka Shahar Peer            | 2–6, 6–1, 6–4       |
| 3. | 10 febbraio 2008 | Open GDF Suez, Parigi      | Cemento (i) | Kateryna Bondarenko | Vladimíra Uhlířová Eva Hrdinová           | 6–1, 6-4            |
| 4. | 13 luglio 2009   | I. ČLTK Prague Open, Praga | Terra rossa | Kateryna Bondarenko | Iveta Benešová Barbora Záhlavová-Strýcová | 6-1, 6-2            |

#### Sconfitte (2)
| Legenda               |
| --------------------- |
| Grande Slam (0)       |
| Argenti Olimpici (0)  |
| WTA Finals (0)        |
| Premier Mandatory (0) |
| Premier 5 (0)         |
| Premier (0)           |
| International (2)     |

| N. | Data            | Torneo                                | Superficie  | Partner             | Avversari in finale               | Punteggio   |
|    | 17 agosto 2008  | 4º posto ai Giochi olimpici, Pechino  | Cemento     | Kateryna Bondarenko | Yan Zi Zheng Jie                  | 2-6, 2-6    |
| 1. | 16 gennaio 2009 | Moorilla Hobart International, Hobart | Cemento     | Kateryna Bondarenko | Gisela Dulko Flavia Pennetta      | 2–6, 6(4)-7 |
| 2. | 11 luglio 2009  | GDF SUEZ Grand Prix, Budapest         | Terra rossa | Kateryna Bondarenko | Alisa Klejbanova Monica Niculescu | 4-6, 6(5)-7 |

## Risultati in progressione
| Sigla | Risultato               |
| ----- | ----------------------- |
| V     | Vincitore               |
| F     | Finalista               |
| SF    | Semifinalista           |
| O     | Oro olimpico            |
| A     | Argento olimpico        |
| SF    | Bronzo olimpico         |
| QF    | Quarti di Finale        |
| 4T    | Quarto turno            |
| 3T    | Terzo turno             |
| 2T    | Secondo turno           |
| 1T    | Primo turno             |
| RR    | Round Robin             |
| LQ    | Turno di qualificazione |
| A     | Assente                 |
| ND    | Non disputato           |

| Legenda superfici    |
| -------------------- |
| Cemento              |
| Terra battuta        |
| Erba                 |
| Superficie variabile |

### Singolare nei tornei del Grande Slam
| Torneo          | 2005 | 2006 | 2007 | 2008 | 2009 | 2010 | 2011 | 2012 | 2013 | 2014 |
| --------------- | ---- | ---- | ---- | ---- | ---- | ---- | ---- | ---- | ---- | ---- |
| Australian Open | 1T   | 1T   | 3T   | 2T   | 3T   | 4T   | A    | A    | A    | A    |
| Open di Francia | 1T   | 1T   | 2T   | 1T   | 1T   | 3T   | 1T   | A    | A    | A    |
| Wimbledon       | 3T   | 1T   | 3T   | 2T   | 1T   | 3T   | 1T   | A    | A    | A    |
| US Open         | 1T   | 2T   | 3T   | 3T   | 2T   | 3T   | 1T   | A    | A    | A    |

### Doppio nei tornei del Grande Slam
| Torneo          | 2005 | 2006 | 2007 | 2008 | 2009 | 2010 | 2011 | 2012 | 2013 | 2014 |
| --------------- | ---- | ---- | ---- | ---- | ---- | ---- | ---- | ---- | ---- | ---- |
| Australian Open | 2T   | A    | 2T   | V    | 1T   | 1T   | A    | A    | A    | A    |
| Open di Francia | A    | 3T   | 2T   | SF   | 2T   | QF   | 1T   | A    | A    | A    |
| Wimbledon       | 1T   | 1T   | 2T   | A    | 1T   | 1T   | A    | A    | A    | A    |
| US Open         | A    | 2T   | 2T   | 3T   | 1T   | 2T   | 2T   | A    | A    | A    |

### Doppio misto nei tornei del Grande Slam
| Torneo          | 2005 | 2006 | 2007 | 2008 | 2009 | 2010 | 2011 | 2012 | 2013 | 2014 |
| --------------- | ---- | ---- | ---- | ---- | ---- | ---- | ---- | ---- | ---- | ---- |
| Australian Open | A    | A    | A    | A    | 1T   | A    | A    | A    | A    | A    |
| Open di Francia | A    | A    | A    | A    | A    | A    | A    | A    | A    | A    |
| Wimbledon       | A    | A    | A    | A    | A    | A    | A    | A    | A    | A    |
| US Open         | A    | A    | A    | A    | A    | A    | A    | A    | A    | A    |

## Vittorie contro giocatrici Top 10
| Stagione | 2007 | 2008 | 2009 | 2010 | Totale |
| Vittorie | 1    | 2    | 2    | 2    | 7      |

| #    | Giocatrice             | Ranking | Evento                      | Superficie  | Turno | Punteggio     | Rank. ABR |
| ---- | ---------------------- | ------- | --------------------------- | ----------- | ----- | ------------- | --------- |
| 2007 |                        |         |                             |             |       |               |           |
| 1.   | Svetlana Kuznecova (1) | 5       | Warsaw Open, Varsavia       | Terra rossa | SF    | 6-2, 7-6(4)   | 40        |
| 2008 |                        |         |                             |             |       |               |           |
| 2.   | Svetlana Kuznecova (2) | 4       | German Open, Berlino        | Terra rossa | 3T    | 1-6, 6-2, 6-2 | 25        |
| 3.   | Anna Čakvetadze        | 8       | Rosmalen Open, Rosmalen     | Erba        | QF    | 6-2, 3-6, 6-2 | 29        |
| 2009 |                        |         |                             |             |       |               |           |
| 4.   | Svetlana Kuznecova (3) | 7       | Madrid Open, Madrid         | Terra rossa | 2T    | 6-3, 6-2      | 46        |
| 5.   | Nadia Petrova          | 10      | Cincinnati Open, Cincinnati | Cemento     | 1T    | 6-2, 6-3      | 34        |
| 2010 |                        |         |                             |             |       |               |           |
| 6.   | Jelena Janković        | 8       | Australian Open, Melbourne  | Cemento     | 3T    | 6-2, 6-3      | 30        |
| 7.   | Caroline Wozniacki     | 2       | Madrid Open, Madrid         | Terra rossa | 2T    | 6-2, 6-3      | 26        |